# 達拉斯聯邦準備銀行
達拉斯聯邦準備銀行（英語：Federal Reserve Bank of Dallas），簡稱達拉斯聯準銀行（Dallas Fed），為美國12個聯邦準備銀行之一，管轄聯邦準備制度的第11聯邦準備區，本部設於德克薩斯州達拉斯。

## 概要
達拉斯聯準銀行轄的第11聯邦準備區涵蓋德克薩斯州、路易斯安那州北部以及新墨西哥州南部。該行本部設於德克薩斯州達拉斯，並在艾爾帕索、休士頓及聖安東尼奧設有分行。

## 外部連結

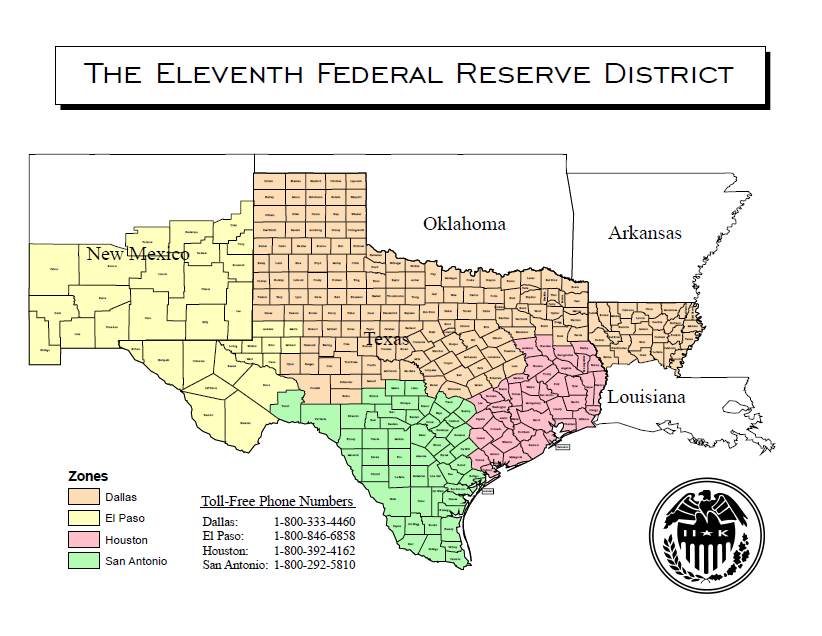
第11聯邦準備區地圖

- Federal Reserve Bank of Dallas（英文）
- Dallas Fed (@DallasFed) Twitter （英文）